# Jagiełły
Jagiełły – przysiółek wsi Ochotnica Dolna w Polsce w województwie małopolskim, w powiecie nowotarskim, w gminie Ochotnica Dolna. 
W latach 1975–1998 miejscowość administracyjnie należała do województwa nowosądeckiego.
Należy do sołectwa Młynne, a położony jest w środkowej części potoku Młynne.